# Liste der Stolpersteine in Moerdijk
Die Liste der Stolpersteine in Moerdijk umfasst die Stolpersteine, die in Moerdijk verlegt wurden, einer Gemeinde in der niederländischen Provinz Noord-Brabant. Stolpersteine sind ein Projekt des deutschen Künstlers Gunter Demnig. Sie sind Opfern des Nationalsozialismus gewidmet, all jenen, die vom NS-Regime drangsaliert, deportiert, ermordet, in die Emigration oder in den Suizid getrieben wurden. Demnig verlegt für jedes Opfer einen eigenen Stein, im Regelfall vor dem letzten selbst gewählten Wohnsitz.
Die erste Verlegung in dieser Gemeinde erfolgte am 4. Mai 2022.

## Verlegte Stolpersteine
In der Gemeinde Moerdijk liegen 3 Stolpersteine, einer in Moerdijk selbst und zwei in Zevenbergen, einer früher selbständigen Gemeinde.
| Stolperstein | Übersetzung                                                                                                 | Verlegort                 | Name, Leben                               |
| ------------ | --- | ------------------------- | ----------------------------------------- |
|              | HIER WOHNTE SCHWESTER CHARITAS THÉRÈSE BOCK GEB. 1909 VERHAFTET 2-8-1942 BREDA ERMORDET 30-9-1942 AUSCHWITZ | Steenweg 49 Moerdijk      | Therese Bock (1909–1942)                  |
|              | HIER WOHNTE JONAS DAVID VAN STRATEN GEB. 1908 INTERNIERT 10-4-1943 VUGHT ERMORDET 31-1-1944 AUSCHWITZ       | Noordhaven 74 Zevenbergen | Jonas David van Straten (1908–1944)       |
|              | HIER WOHNTE ESJE VAN STRATEN- VAN GELDEREN GEB. 1871 INTERNIERT 10-4-1943 VUGHT ERMORDET 14-5-1943 SOBIBOR  | Noordhaven 74 Zevenbergen | Esje van Straten-van Gelderen (1871–1943) |

## Verlegedatum
- 4. Mai 2022[5]